# Палє Брдо
42°31′ пн. ш. 18°25′ сх. д. / 42.51° пн. ш. 18.41° сх. д.
Палє Брдо (хорв. Palje Brdo) — населений пункт у Хорватії, у Дубровницько-Неретванській жупанії у складі громади Конавле.

## Населення
Населення за даними перепису 2011 року становило 130 осіб.
Динаміка чисельності населення поселення: